# Snöbottenkärrets naturreservat
Snöbottenkärrets naturreservat är ett naturreservat i Östhammars kommun i Uppsala län. Området är 131 hektar stort och naturskyddat sedan 2016. Reservatet består av en blandskog med många lövträd, gamla träd och död ved i olika nedbrytningsstadier.